# Selecció de futbol d'Escòcia
La selecció de futbol d'Escòcia representa Escòcia en les competicions internacionals de futbol. És controlada per la Scottish Football Association. Juga al Hampden Park de Glasgow.
El primer partit internacional de la selecció d'Escòcia fou contra Anglaterra el març del 1872 a Hamilton Cresent, Glasgow amb empat 0-0. Hi assistiren 4.000 espectadors, s'ha d'assenyalar la negativa del fotògraf a immortalitzar l'equip anglès, ja que els seus jugadors no es comprometeren en ferm a comprar la fotografia després, cosa que si feren els escocesos i aquesta fotografia resta penjada en els locals de la Federació Escocesa de Futbol, i fou llegada a la seva mort pel que va ser capità del seu primer equip representatiu, Roy Gardiner.
La selecció escocesa d'aquell dia restava integrada pels jugadors següents: Roy Gardiner (capità), R. Mc. Kinnon, J.J. Thompson, D. Wotherspoon, J.E. Blackburn, H.W. Renny-Tailyour, A.F. Kinnaird, W. Gibb, R. Smith, R.W. Ker i J. Taylor.

## Participacions en la Copa del Món
Campions      Finalistes      Tercers      Quarts
| Historial a la Copa del Món | Historial a la Copa del Món                  | Historial a la Copa del Món                  | Historial a la Copa del Món                  | Historial a la Copa del Món                  | Historial a la Copa del Món                  | Historial a la Copa del Món                  | Historial a la Copa del Món                  | Historial a la Copa del Món                  |
| Edició                      | Ronda                                        | Posició                                      | PJ                                           | PG                                           | PE                                           | PP                                           | GF                                           | GC                                           |
| --------------------------- | -------------------------------------------- | -------------------------------------------- | -------------------------------------------- | -------------------------------------------- | -------------------------------------------- | -------------------------------------------- | -------------------------------------------- | -------------------------------------------- |
| 1930                        | No era membre de la FIFA                     | No era membre de la FIFA                     | No era membre de la FIFA                     | No era membre de la FIFA                     | No era membre de la FIFA                     | No era membre de la FIFA                     | No era membre de la FIFA                     | No era membre de la FIFA                     |
| 1934                        | No era membre de la FIFA                     | No era membre de la FIFA                     | No era membre de la FIFA                     | No era membre de la FIFA                     | No era membre de la FIFA                     | No era membre de la FIFA                     | No era membre de la FIFA                     | No era membre de la FIFA                     |
| 1938                        | No era membre de la FIFA                     | No era membre de la FIFA                     | No era membre de la FIFA                     | No era membre de la FIFA                     | No era membre de la FIFA                     | No era membre de la FIFA                     | No era membre de la FIFA                     | No era membre de la FIFA                     |
| 1950                        | Es classificà, però renuncià a participar-hi | Es classificà, però renuncià a participar-hi | Es classificà, però renuncià a participar-hi | Es classificà, però renuncià a participar-hi | Es classificà, però renuncià a participar-hi | Es classificà, però renuncià a participar-hi | Es classificà, però renuncià a participar-hi | Es classificà, però renuncià a participar-hi |
| 1954                        | Primera fase                                 | 15s                                          | 2                                            | 0                                            | 0                                            | 2                                            | 0                                            | 8                                            |
| 1958                        | Primera fase                                 | 14s                                          | 3                                            | 0                                            | 1                                            | 2                                            | 4                                            | 6                                            |
| 1962                        | No es classificà                             | No es classificà                             | No es classificà                             | No es classificà                             | No es classificà                             | No es classificà                             | No es classificà                             | No es classificà                             |
| 1966                        | No es classificà                             | No es classificà                             | No es classificà                             | No es classificà                             | No es classificà                             | No es classificà                             | No es classificà                             | No es classificà                             |
| 1970                        | No es classificà                             | No es classificà                             | No es classificà                             | No es classificà                             | No es classificà                             | No es classificà                             | No es classificà                             | No es classificà                             |
| 1974                        | Primera fase                                 | 9s                                           | 3                                            | 1                                            | 2                                            | 0                                            | 3                                            | 1                                            |
| 1978                        | Primera fase                                 | 11s                                          | 3                                            | 1                                            | 1                                            | 1                                            | 5                                            | 6                                            |
| 1982                        | Primera fase                                 | 15s                                          | 3                                            | 1                                            | 1                                            | 1                                            | 8                                            | 8                                            |
| 1986                        | Primera fase                                 | 19s                                          | 3                                            | 0                                            | 1                                            | 2                                            | 1                                            | 3                                            |
| 1990                        | Primera fase                                 | 18s                                          | 3                                            | 1                                            | 0                                            | 2                                            | 2                                            | 3                                            |
| 1994                        | No es classificà                             | No es classificà                             | No es classificà                             | No es classificà                             | No es classificà                             | No es classificà                             | No es classificà                             | No es classificà                             |
| 1998                        | Primera fase                                 | 27s                                          | 3                                            | 0                                            | 1                                            | 2                                            | 2                                            | 6                                            |
| 2002                        | No es classificà                             | No es classificà                             | No es classificà                             | No es classificà                             | No es classificà                             | No es classificà                             | No es classificà                             | No es classificà                             |
| 2006                        | No es classificà                             | No es classificà                             | No es classificà                             | No es classificà                             | No es classificà                             | No es classificà                             | No es classificà                             | No es classificà                             |
| 2010                        | No es classificà                             | No es classificà                             | No es classificà                             | No es classificà                             | No es classificà                             | No es classificà                             | No es classificà                             | No es classificà                             |
| 2014                        | No es classificà                             | No es classificà                             | No es classificà                             | No es classificà                             | No es classificà                             | No es classificà                             | No es classificà                             | No es classificà                             |
| 2018                        | No es classificà                             | No es classificà                             | No es classificà                             | No es classificà                             | No es classificà                             | No es classificà                             | No es classificà                             | No es classificà                             |
| 2022                        | No es classificà                             | No es classificà                             | No es classificà                             | No es classificà                             | No es classificà                             | No es classificà                             | No es classificà                             | No es classificà                             |
| 2026                        | Pendent                                      | Pendent                                      | Pendent                                      | Pendent                                      | Pendent                                      | Pendent                                      | Pendent                                      | Pendent                                      |
| 2030                        | Pendent                                      | Pendent                                      | Pendent                                      | Pendent                                      | Pendent                                      | Pendent                                      | Pendent                                      | Pendent                                      |
| 2034                        | Pendent                                      | Pendent                                      | Pendent                                      | Pendent                                      | Pendent                                      | Pendent                                      | Pendent                                      | Pendent                                      |
| Total                       | Primera fase                                 | Primera fase                                 | 23                                           | 4                                            | 7                                            | 12                                           | 25                                           | 41                                           |

## Participacions en el Campionat d'Europa
- 1960 - No hi participà
- 1964 - No hi participà
- 1968 a 1988 - No es classificà
- 1992 - Primera ronda
- 1996 - Primera ronda
- 2000 a 2016 - No es classificà
- 2020 - Primera fase
- 2024 - Primera fase

## Entrenadors
- Comitè de selecció de la SFA 1872 - 1954
- Andy Beattie 1954
- Matt Busby 1958
- Dawson Walker 1958-1959
- Andy Beattie 1959-1960
- Ian McColl 1960-1965
- Jock Stein 1965-1966
- John Prentice 1966
- Malcolm MacDonald 1966-1967
- Bobby Brown 1967-1971
- Tommy Docherty 1971-1972
- Willie Ormond 1973-1977
- Ally McLeod 1977-1978
- Jock Stein 1978-1985
- Alex Ferguson 1985-1986
- Andy Roxburgh 1986-1993
- Craig Brown 1993-2001
- Berti Vogts 2002-2004
- Walter Smith 2004-2007
- Alex McLeish 2007
- George Burley 2008-2009
- Craig Levein 2009-2012
- Billy Stark 2012
- Gordon Strachan 2013-2017
- Malky Mackay 2017
- Alex McLeish 2018-2019
- Steve Clarke (2019-)